# Парижский словарь московитов
«Парижский словарь московитов», также «Словарь московитов», «Московитский словарь» (фр. Dictionnaire Muscovite) — словарь-разговорник русского языка XVI века, предположительно составлен в Холмогорах французским капитаном Жаном Соважем из Дьепа. В качестве соавторов называют его спутников — французских купцов Коласа и Дю Ренеля. Летом 1586 года они прибыли к устью Северной Двины, где пробыли около месяца во время ежегодной большой ярмарки в Новых Холмогорах. Целью путешествия было установление отношений между коммерсантами двух стран.

## Исторические сведения
Отчёт был направлен в Париж 20 октября 1586 года. Предполагается, что тогда же был отправлен и разговорник. Словарь был опубликован в том же году в Париже королевским космографом Андре Теве в составе «Grand Insulaire» с немалым количеством ошибок, причём он заявил, что является автором словаря и составил его во время личных связей с московитами и теми, кто с ними общался в Леванте. Другим вероятным автором называют Жана Соважа или членов его экипажа. Словарь находится в фондах Национальной библиотеки Франции вместе с описанием его плавания в Московию, причём записан одним и тем же почерком. Считается первым французско-русским словарём. Содержит 620 двуязычных французско-русских словарных строк, или «статей». Содержание разнообразно: тематические разделы посвящены географическим терминам, названиям профессий, товаров, названиям инструментов; присутствуют целые разговорные фразы от торговых выражений до записей галантных бесед с дамами.
Издан в 1905 году русистом Полем Буайе по изданию Теве, которого он склонен считать автором. Именно с Буайе за ним закрепилось наиболее распространённое название — «Парижский словарь московитов». В 1948 году вновь опубликован Б. А. Лариным в Риге по более исправной (хотя также не являющейся протографом) фотокопии Парижской национальной библиотеки (список Дюпии № 844) с комментариями. По его мнению, составителем является Соваж. В обоснование этой точки зрения он указывал на то, что в словаре содержится большое количество диалектных слов из архангельских и поморских говоров, с которыми Теве не мог быть знаком. И. А. Осипов в «Описании Российского государства XVI века: влияние картографических материалов на нарративные источники» отрицал приоритет Соважа, указывая, что в его описании плавания собственно русских слов довольно мало, а автор словаря наверняка использовал бы их довольно часто. Историк Бруно Виане в книге «Путешествие Жана Соважа в Московию в 1586 году. Открытие Арктики французами в XVI веке» писал, что на основе имеющейся информации достоверно установить авторство не представляется возможным. «Одно можно сказать со всей уверенностью — составлял его француз, по всей видимости, задававший вопросы на французском языке и записывавший ответы на русском во французской транскрипции». Ларин предположил, что большое количество неточностей можно объяснить тем, что авторы общались с местными через посредников (на английском или голландском языках).
Вместе с латинской «Grammatica Russica» Генриха Вильгельма Лудольфа и русско-английским словарём из записной книжки Ричарда Джемса вошёл в состав издания трудов Ларина («Три иностранных источника по разговорной речи Московской Руси XVI—XVII веков. СПб.: Издательство Петербургского университета, 2002»).

## Издания
- Ларин Б.А. Парижский словарь московитов 1586 г. / Перевод, исследование и комментарии Б. А. Ларина. — Рига: Издание ЛатГУ, 1948. — 212 с. — (Источники по разговорной речи Московской Руси).
- Ларин Б. А. Три иностранных источника по разговорной речи Московской Руси XVI-XVII веков. — СПб.: Изд-во С.-Петерб. ун-та, 2002. — 683 с. — 1000 экз. — ISBN 5-228-01583-X.
- Boyer, Paul. Un vocabulaire français-russe de la fin du XVIe siècle. — Paris: E.Leroux, 1905. — P. 64.

перевод названия: Буайе, Поль. Французско-русский словарь конца XVI века. — Париж: Э.Леру, 1905. — 64 с.